# Альметьевский татарский государственный драматический театр
Альметьевский татарский государственный драматический театр — драматический театр в городе Альметьевск, республика Татарстан, Россия.

## История театра
Театр был создан в 1944 году, одновременно с началом освоения крупных нефтяных месторождений, на базе Альметьевского дома культуры. Он создавался как передвижной колхозно-совхозный театр. Первое время профессиональных актёров в театре не было. Первой профессиональной актрисой стала Нагима Кимова, окончившая театральный техникум. Затем в театр прибыли артисты Гибадулла Хабибов, Сания Хабибова, Касим Еникеев, Тагира Яббарова, Хади Залятов, Хамза Рамазанов. Первой полноценной пьесой поставленной на сцене театра стала драма Ризы Ишмурата «Возвращение» (тат. «Кайту»), поставил её режиссёр А. Галиев.
Вскоре в репертуаре театра появились спектакли «Песня жизни» М. Амира, «Тайна» Г. Ахмета, «Сестрёнка» А. Назарова. В 1946 году главным режиссёром театра стал Камал Халяпов.
В 1952 году художественным руководителем театра стал Саид Булатов. За время работы в театре (до 1959 года) им были поставлены спектакли «Габбас Галин» Ш. Камала, «Встреча с юностью» Алексея Арбузова, «Последняя встреча», «Верный спутник», «Звезды сияют» С. Кальметова, «За туманом» Ш. Камала, «Нурихан» Махмута Хасанова, «Тайные следы» Х. Вахита, «Молодые сердца» Фатхи Бурнаша.
В 1979 году за спектакль «Если нет луны, есть звезды» драматург Туфана Миннуллин, постановщик Гали Хусаинов и исполнитель главной роли Д.Кузаева были удостоены Государственной премии им. Г.Тукая.
На сцене театра много раз ставились пьесы заслуженного деятеля искусств Татарстана, известного писателя Фоата Садриева.

### Некоторые постановки прошлых лет
- «Возвращение» Ризы Ишмурата (первый спектакль театра)
- «ТАЛЬЯН МОҢЫ (Мелодия Тальянки)» музыкальная комедия Энвера Бакирова либретто Шамиля Бикчурина (1962)
- «В ночь лунного затмения» Мустай Карима (1966)
- «Материнское поле» Чингиза Айтматова (1971)
- «Если нет луны, есть звёзды» Туфана Миннуллина (1978)

## Сегодняшний день театра
В 2014 году Альметьевский театр выпустил спектакль «Невыдуманные истории». Это — первый татарский вербатим.
Современный Альметьевский театр – это театр, который ставит спектакли не только для кассы, но и «фестивального формата». «Ашик-Кериб» Михаила Лермонтова, «Мещанская свадьба» и «Добрый человек из Сычуани» Бертольда Брехта, «Ромео и Джульетта» Уильяма Шекспира, «Король-Олень» Карло Гоцци, «Земля Эльзы» Ярославы Пулинович, первый татарский вербатим «Невыдуманные истории» стали участниками и лауреатами престижных международных, всероссийских и региональных фестивалей и форумов, таких как: фестиваль театров малых городов России, «Радуга», «Арлекин», «Театр.Ялта.Чехов», «Маскерадъ», «Науруз», «Театральная весна», «Волга театральная», «Алтын сэргэ», «Ремесло», «Коляда-Рlays», «ArtОкраина», «Белая вежа» и многих других. Спектакль по пьесе Олжаса Жанайдарова «Магазин» Альметьевского татарского государственного драматического театра отмечен в четырёх номинациях национальной театральной премии «Золотая маска-2018»: спектакль малой формы, работа режиссёра, лучшая женская роль, работа драматурга. Театр неоднократный победитель в различных номинациях, в том числе высшей номинации «Событие года» республиканской премии «Триумф». В 2017 году на IV международном фестивале МИТЕМ в Будапеште наряду с Александринским и Вахтанговским театрами Россию на престижном театральном форуме представил и Альметьевский татарский государственный драматический театр.

## Награды
- Орден «За заслуги в культуре и искусстве» (3 марта 2025 года) — за заслуги в области культуры и искусства, многолетнюю плодотворную деятельность[2]
- Благодарность Президента Российской Федерации (17 июля 2019 года) — за заслуги в развитии отечественной культуры и искусства, многолетнюю плодотворную деятельность[3]
- Театр удостоен наград V Республиканского театрального фестиваля имени Карима Тинчурина: «За высокую постановочную культуру», «За исполнение образа второго плана», «За музыкальное оформление спектакля»
- Главные награды театр получил со спектаклями по проекту «Четыре стороны света», который включил в себя спектакли: «Ашик Кериб» (М. Лермонтов, режиссёр И.Сакаев), «Король-Олень» (К. Гоцци, режиссёр З.Ангеловска), «Мещанская свадьба» (Б. Брехт, режиссёр И.Сакаев), «Ромео и Джульетта» (У. Шекспир, режиссёр И.Сакаев). Все эти спектакли стали обладателями наград республиканских, российских и международных фестивалей.

«Ашик Кериб»
2010 год — лучший спектакль Всероссийского фестиваля молодой режиссуры «Ремесло».
2011 год:
— один из лучших спектаклей Международного фестиваля тюркских народов «Навруз»;
— специальный диплом жюри в восьмом Всероссийском фестивале театрального искусства «Арлекин» (г. Санкт-Петербург);
— лучшая сценография IX фестиваля малых городов России (г. Балаково);
— лучшая сценография I Межрегионального фестиваля национальных театров «Алтан Сэргэ» (Улан-Удэ).
2012 год:
— «Событие года», Ежегодная республиканская театральная премия «Тантана»;
2013 год: 
— международный фестиваль народного творчества (г. Мармарис, Турция);
2014 год:
— участие на Кумыкском молодёжном форуме «Эллер-Юртлар» (г. Махачкала, Республика Дагестан);
— «Герой нашего времени — режиссёр» — И.Сакаев, «Герой нашего времени — актёр» — Д.Хуснутдинов на Всероссийском театральном фестивале «Маскерадь» (г. Пенза).
«Король-Олень»
2012 год — диплом за пластическую выразительность на X фестивале малых городов России (г. Лысьва).
«Мещанская свадьба»
2013 год - «Лучшая режиссёрская работа» — И. Сакаев, «Лучшая мужская роль второго плана» — Д. Хуснутдинов на I межрегиональном фестивале «Волга театральная» (г. Самара).
«Ромео и Джульетта»
2014 год: — триумфатор XII театрального фестиваля малых городов России.
2015 год:
–  спектакль «Ромео и Джульетта» У. Шекспира (Гран-при фестиваля) в 2015 году стала участником фестиваля «Прорыв» в Санкт-Петербурге, включена в LONG -лист фестиваля «Золотая маска». В рамках программы «Маска плюс» спектакль показан в Москве в марте 2015 года. На II межрегиональном фестивале «Волга театральная» (Самара) режиссёр спектакля Искандер Сакаев стал лауреатом премии «За оригинальное режиссёрское и пластическое решение спектакля», за роль Джульетты актриса Эльмира Ягудина награждена премией «Лучшая молодая актриса».
2016 год:
– «Бистә фәрештәсе» («Добрый человек из Сычуани», реж. Искандер Сакаев) – диплом участника XVII международного театрального фестиваля «Радуга»;
– «Туй» («Мещанская свадьба», реж. Искандер Сакаев) – лауреат VIII международного фестиваля театрального искусства «Театр. Чехов. Ялта» в номинации «За эффектное пластическое решение»;
– «Бистә фәрештәсе» («Добрый человек из Сычуани», реж. Искандер Сакаев) – II Всероссийский молодёжный театральный фестиваль имени Валерия Золотухина, г. Барнаул. Лауреат одной из высших номинаций – «Лучший творческий ансамбль»;
– Диплом за участие в XIV детском благотворительном фестивале театральном фестивале «Снежность. Симфония добра», г. Челябинск.
2017 год:
– «Ашик Кериб» (реж. Искандер Сакаев) участник III международный театральный фестиваль MITEM, г. Будапешт, Венгрия;
– «Кибет» («Магазин», реж. Эдуард Шахов) участник XV фестиваля театров малых городов России г. Тобольск. Диплом лауреата в номинации «Лучший спектакль малой формы»;  
– «Син кайда идең?» («Земля Эльзы», реж. Ильгиз Зайниев) – диплом участника XI международного театрального фестиваля современной драматургии «Коляда-Plays», г. Екатеринбург;
– «Туй» («Мещанская свадьба», реж. Искандер Сакаев) – диплом участника XXII международный театральный фестиваль «Белая Вежа», г. Брест, Беларусь;
– «Кибет» («Магазин», реж. Эдуард Шахов) – диплом участника VIII международного фестиваля камерных театров и спектаклей малых форм «ArtОкраина», г. Санкт-Петербург. 